# Мухаммад V (маї Борну)
Мухаммад V (*д/н — 1545) — 20-й маї (володар) і султан Борну в 1526—1545 роках.

## Життєпис
Походив з Другої династії Сейфуа. Син Ідріса II, маї Борну. Після смерті останнього 1526 року посів трон. Продовжив політику розширення меж держави на захід, де стикнувся з протистоянням хауських міст-держав, насамперед Кеббі.
Водночас велику вагу приділяв розвитку торгівельних стосунків з найбільшими державами Сахелю. Зумів частково скористатися послабленням імперії Сонгаї через внутрішню боротьбу за трон. Завдяки цьому частково потіснив сонгайських купців в Східній Сахарі. Помер 1545 року. Йому спадкував брат Алі I.